# Banda Pinel
Banda Pinel é uma banda musical brasileira de Salvador, município capital do estado brasileiro da Bahia. Integrante da empresa Cheiro Produções Artísticas/Grupo Cheiro, já passaram pela banda artistas como Ricardo Chaves e Durval Lelys (posteriormente, da banda Asa de Águia).
O bloco ficou conhecido pela sua irreverência e pelo uso de novas tecnologias no trio elétrico.[carece de fontes?] O Pinel trazia como símbolo um "maluquinho" criado pelo cartunista Zé Vieira e que depois, durante alguns anos, ganhou vida nas mãos do ilustrador Pedrinho Da Rocha.[carece de fontes?]